# Microleptes malaisei
Microleptes malaisei är en stekelart som beskrevs av Dmitriy R. Kasparyan 1998. Microleptes malaisei ingår i släktet Microleptes och familjen brokparasitsteklar. Inga underarter finns listade i Catalogue of Life.